# Nicolò Barella
Nicolò Barella (Cagliari, 7. veljače 1997.) talijanski je nogometaš koji igra na poziciji veznog. Trenutačno igra za Inter Milan.

## Klupska karijera

### Cagliari
Završio je akademiju Cagliarija. U ligi je debitirao 14. svibnja 2015. protiv Parme koju je njegov klub pobijedio 4:0.  U siječnju 2016. posuđen je talijanskom drugoligaškom klubu Como. Dana 17. rujna 2017. postigao je svoj prvi gol za Cagliari i prvi ligaški gol i to protiv kluba S.P.A.L. koji je izgubio utakmicu 2:0.

### Inter Milan
Dana 12. srpnja 2019. poslan je na jednogodišnju posudbu u Inter Milan s obavezom kupnje nakon završetka posudbe. Za klub je debitirao 26. kolovoza u ligaškoj utakmici u kojoj je Lecce poražen 4:0. U UEFA Ligi prvaka debitirao je 17. rujna protiv Slavije Prag zamijenivši Marcela Brozovića u utakmici koja je završila 1:1. Na toj utakmici zabio je gol za izjednačenje u sudačkoj nadoknadi koji je ujedno bio i njegov prvi gol u ovom natjecanju te prvi u dresu Intera.  Svoj prvi ligaški gol za klub postigao je 9. studenog kada je Inter pobijedio Hellas Veronu 2:1.  Svoj prvi gol u Coppa Italiji postigao je 29. siječnja 2020. u utakmici četvrtfinala u kojoj je Inter pobijedio Fiorentinu 2:1. Te je sezone s Interom igrao finale UEFA Europske lige u kojem je slavila Sevilla s 3:2. Na kraju sezone uvršten je u momčadi sezone UEFA Europske lige i Serie A.
S Interom je u sezoni 2020./21. osvojio ligu te je imenovan najboljim veznim igračem za tu ligašku sezonu. Treću sezonu za redom je uvršten je u momčad sezone Serie A.
Barella je u sezoni 2021./22. osvojio kup i superkup te je ponovno bio uvršten u ligašku momčad sezone.
U sezoni 2022./23. ponovno je osvojio kup i superkup. Igrao je u finalu UEFA Lige prvaka u kojem je pobijedio Manchester City s minimalnih 1:0. Petu sezonu za redom imenovan je članom momčadi sezone Serie A. Također je drugiput u karijeri imenovan najboljim veznim igračem sezone Serie A.

## Reprezentativna karijera
Nastupao je za sve omladinske selekcije Italije od 15 do 21 godine. Sa selekcijom do 19 godina osvojio je srebro na Europskom prvenstvu 2016., a sa selekcijom do 20 godina broncu na Svjetskom prvenstvu 2017.
Za A selekciju Italije debitirao je 10. listopada 2018. u prijateljskoj utakmici protiv Ukrajine koja je završila 1:1. Svoj prvi gol za A selekciju postigao je 23. ožujka 2019. u kvalifikacijskoj utakmici za odgođeno Europsko prvenstvo 2020. protiv Finske koja je izgubila 2:0. S Italijom je osvojio Europsko prvenstvo 2020. Postigao je prvi gol utakmice za 3. mjesto UEFA Lige nacija 2020./21. u kojoj je Italija dobila Belgiju 2:1.

## Priznanja

### Individualna
- Nagrada „Giacomo Bulgarell”: 2018./19.[32]
- Član momčadi godine Serie A: 2018./19.,[33] 2019./20.,[13] 2020./21.,[17] 2021./22.,[34] 2022./23.[25]
- Član momčadi sezone UEFA Europske lige: 2019./20.[14]
- Najbolji vezni igrač Serie A: 2020./21.,[16] 2022./23.[24]

### Klupska
Inter Milan
- Serie A: 2020./21.,[15] 2023./24.[35]
- Coppa Italia: 2021./22.,[18] 2022./23.[21]
- Supercoppa Italiana: 2021.,[19] 2022.,[22] 2023.[36]
- UEFA Liga prvaka (finalist): 2022./23.[37]
- UEFA Europska liga (finalist): 2019./20.[38]

### Reprezentativna
Italija do 19 godina
- Europsko prvenstvo do 19 godina (2. mjesto): 2016.[26]

Italija do 20 godina
- Svjetsko prvenstvo do 20 godina (3. mjesto): 2017.[27]

Italija
- Europsko prvenstvo: 2020.[30]
- UEFA Liga nacija (3. mjesto): 2020./21.,[39] 2022./23.[40]

## Vanjske poveznice
- Profil, LegaSerieA
- Profil, FIGC